# Fræna
Fræna è un ex comune norvegese della contea di Møre og Romsdal. Dal 1 gennaio 2020 fa parte del neoistituito comune di Hustadvika.